# Art de Nagada
Sauf précision contraire, les dates de cet article sont sous-entendues « avant l'ère commune » (AEC), c'est-à-dire « avant Jésus-Christ ».

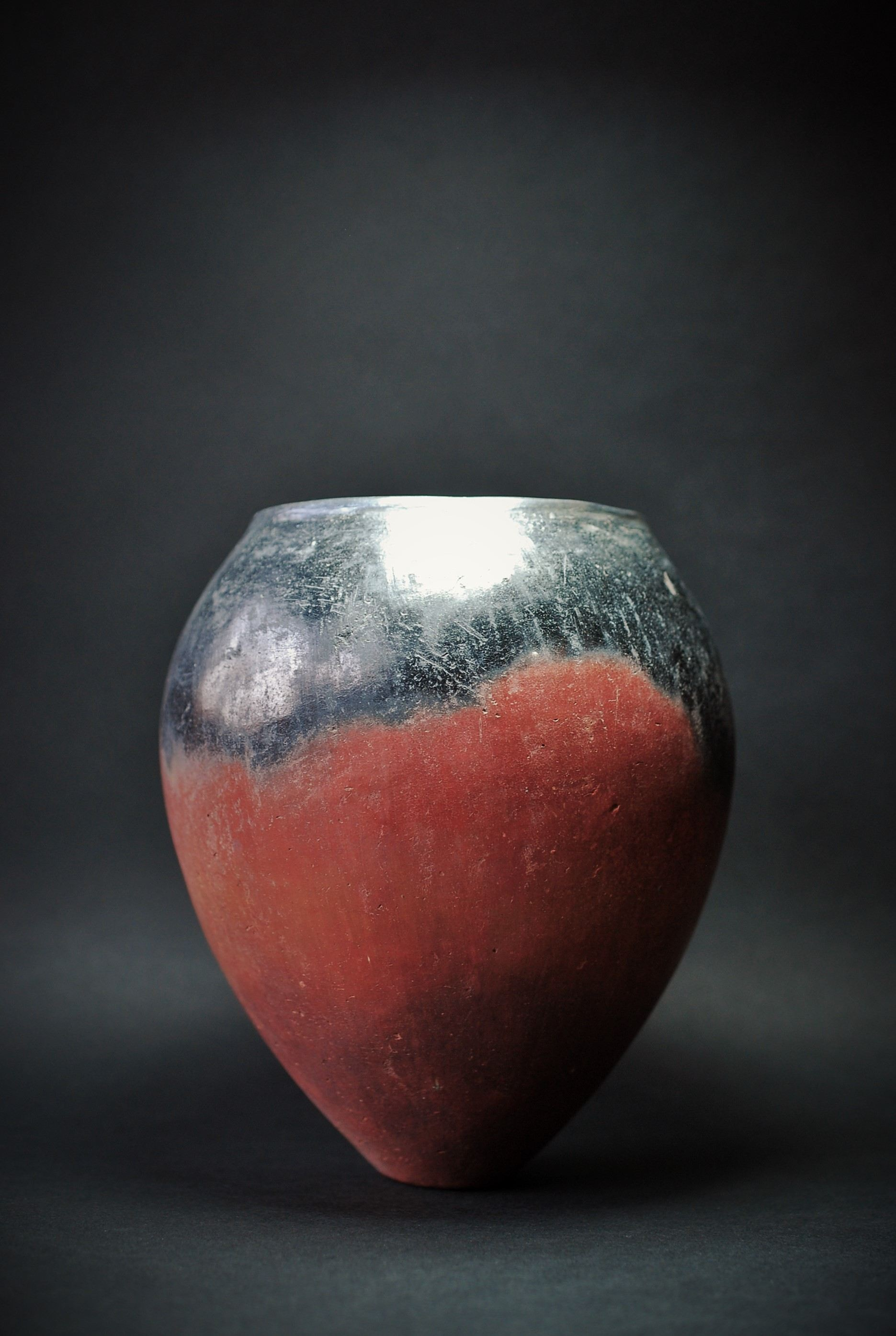
Vase à bord noir, Nagada I

L'art de Nagada, du nom d'un site de Haute-Égypte, regroupe la production artistique qui a lieu entre 3800 et 3000 avant l'ère chrétienne. L'art de Nagada est principalement connu grâce aux rituels funéraires. À cette époque, la croyance en l'au-delà est importante : bien que les morts ne soient pas momifiés, mais simplement déposés dans des fosses, les tombes recèlent un important matériel funéraire. 
On divise cette période en fonction des trois principaux niveaux stratigraphiques relevés par Flinders Petrie à Nagada :
- Nagada I (-3800/-3500), ou amratien ;
- Nagada II (-3500/-3200), ou gerzéen ;
- Nagada III (-3300/-3000), ou époque protodynastique.

## NagadaI

### Céramique
La production de céramique est sans doute le meilleur marqueur pour Nagada I. Il s'agit de vases de formes ouvertes, à fond rouge avec parfois des décors peints de couleur crème. Ces décors sont essentiellement géométriques (lignes droites, hachures, zigzags...) même si on connaît, sur la fin de la période, quelques représentations animales extrêmement stylisées. 
Une autre production importante qui commence sous Nagada I et se poursuivra ensuite est celle de vases en forme de cornets, rouges à l'extérieur, mais aux bords noircis. Ils étaient en fait cuits retournés, les bords plongés dans la terre, ce qui les faisait noircir.

### Pierre

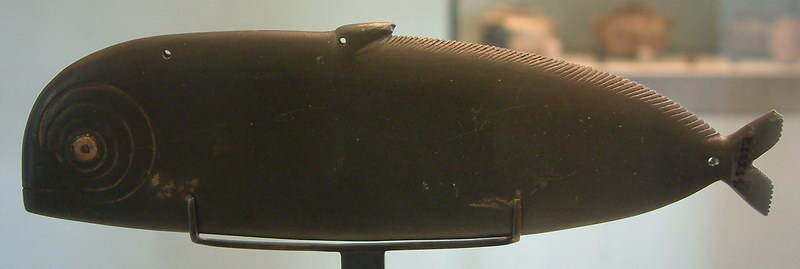
Palette en forme de poisson, Nagada, musée du Louvre

La pierre est l'un des matériaux les plus utilisés, pour les hommes de cette période. Ils s'en servent pour faire des massues à tête plate, mais aussi des vases et des palettes pour broyer le fard. 
Les vases de pierre ne sont pas décorés. Obtenus par abrasion, c’est-à-dire en frottant la pierre avec du sable, ils étaient sans doute l'œuvre d'artisans spécialisés. 
Les palettes sont des objets plats en schiste de forme très simple : losanges étirés ou silhouettes animales (poissons, etc.). Il s'agit alors d'objets utilitaires : on a retrouvé sur certaines des traces de fards.

### Figurations humaines

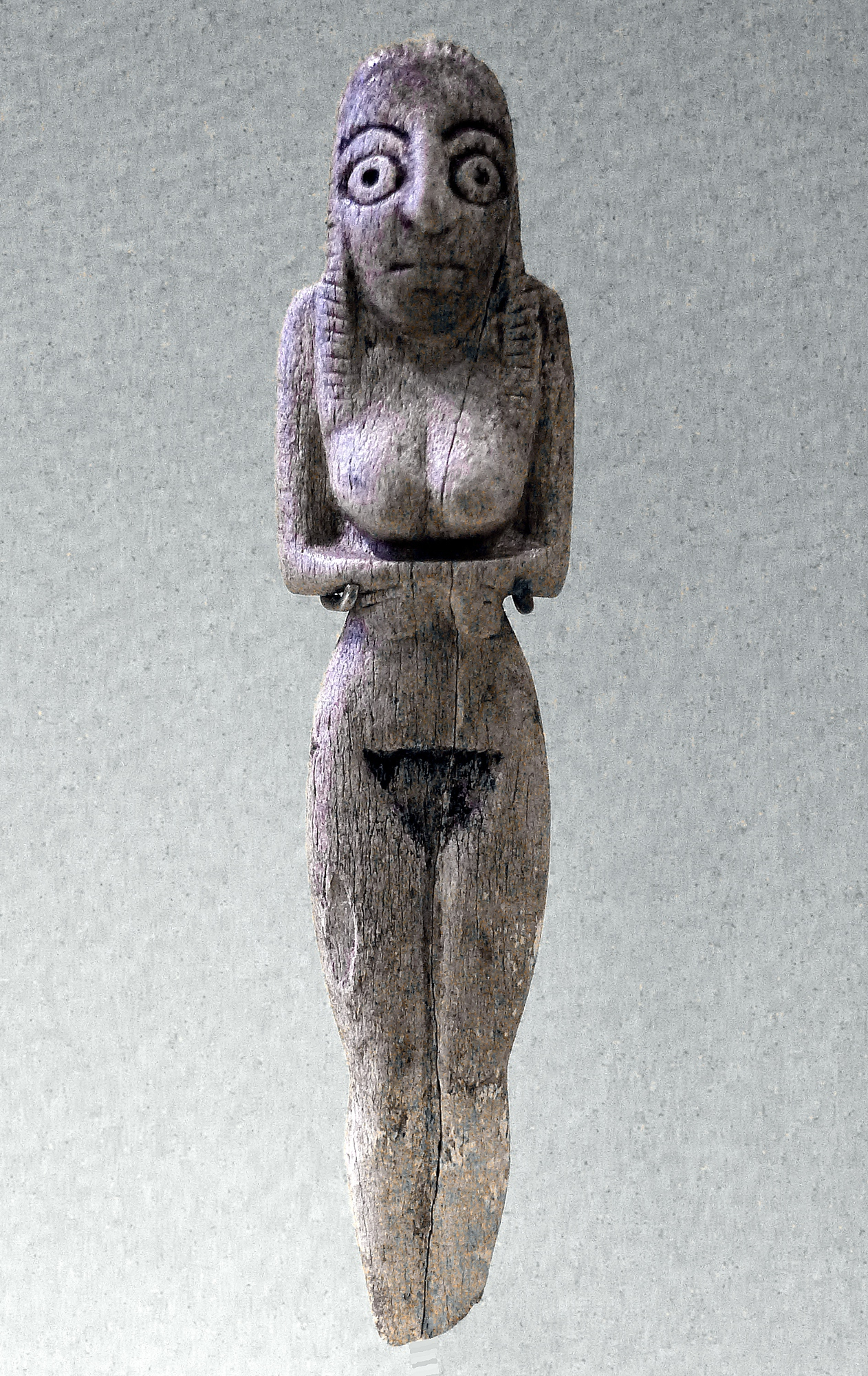
Statuette de femme. Nagada I, vers 3800-3500. Musée du Louvre
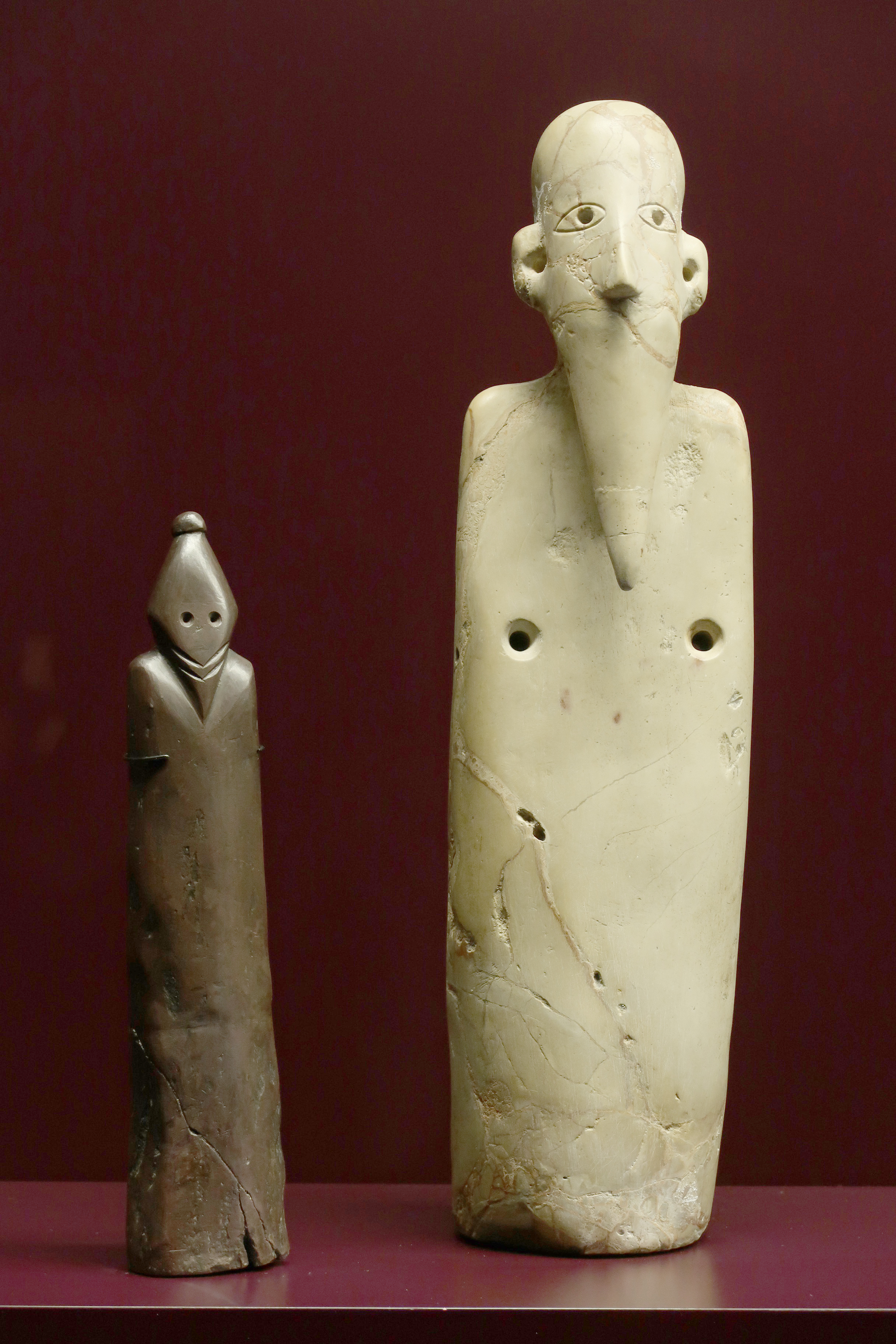
Hommes barbus; à gauche: pierre. 3800-3500 Nagada I; à droite: brèche. 3300-3100 Nagada I : Haute Égypte (Gebelein). Musée des Confluences
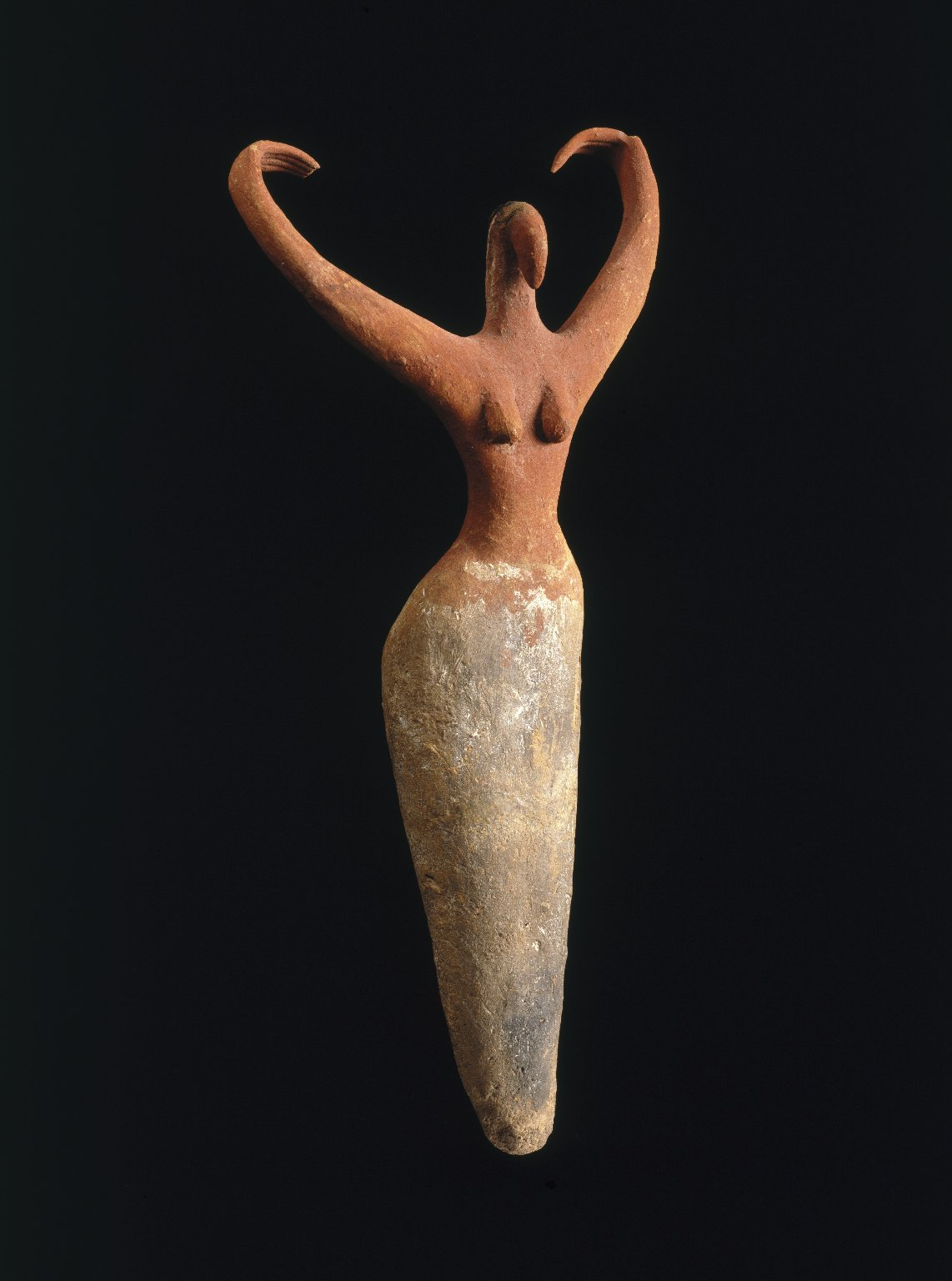
Figure de femme. Nagada I, v. 3500-3400 Terre cuite peinte, H. 29,3 cm Musée de Brooklyn

Comme dans d'autres régions du globe (Palestine, Anatolie, etc.), on voit apparaitre quelques représentations humaines, en ivoire ou en terre cuite. Il s'agit de personnages féminins ou masculins, plus ou moins stylisés. Leur usage reste une énigme. L'accent se porte sur les différences sexuelles : c'est le corps nu qui prime, sans référence aux conventions sociales. Les femmes se distinguent par leur poitrine, l'ampleur des hanches et le triangle pubien. Les hommes par le phallus et l'étuit phallique. 
L'une des statuettes les plus célèbres est conservé au musée de Brooklyn. Avec des jambes à peine ébauchées, des hanches marquées et une taille fine, la Danseuse de Brooklyn a parfois été confondue avec une déesse-oiseau en raison de la stylisation de son visage. Cependant, actuellement, les spécialistes penchent plutôt pour un symbole de fécondité.

## NagadaII
La période de Nagada II correspond aux premières migrations artificielles et à la fondation de premières cités. Avec sans doute une spécialisation plus avancée, l'art se développe et se diversifie. On a toujours des vases de pierre polie, des éléments en lapis-lazuli, des gobelets à bords noirs, mais des changements ont lieu, principalement dans les domaines de la céramique, des palettes et des figurines humaines.

### Céramique

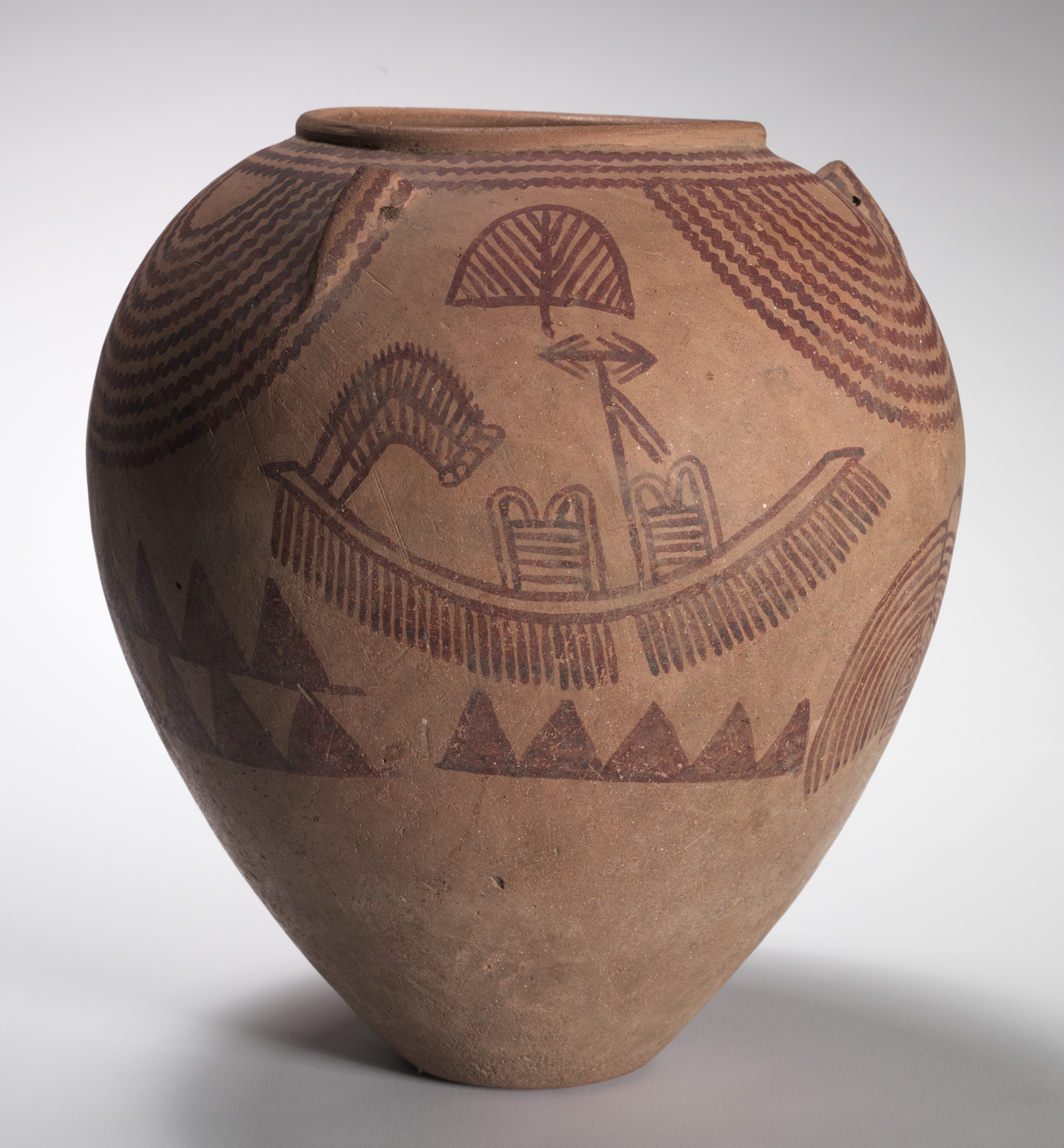
Jarre à décor de bateau à deux rangs de rameurs, Nagada II c et d
3300 AEC. Cleveland Museum of Art

La différence la plus flagrante vis-à-vis de Nagada I est une inversion des couleurs : on peint désormais en brun violacé sur une céramique de couleur chamois. Les décors se diversifient : si les éléments non figuratifs se perpétuent, on assiste aussi à la naissance de scènes plus structurées, bien qu'énigmatiques : par exemple, un bateau avec un grand nombre de rames, deux cabines, un étendard et des personnages sur le pont. Cette figure, assez fréquente, a également été interprétée comme un village et ses palissades. 

### Palettes
Les palettes changent de forme pendant la période Nagada II : elles sont le plus souvent en forme d'écu (en forme de bouclier, scutiformes) ou de croissant (palettes Pelta). De plus, des décors plus élaborés voient le jour, par exemple un bord dentelé, d'où émergent deux têtes de serpent.

### Figurines humaines
Les figurines ont une typologie très caractéristique. Il ne s'agit plus de personnages féminins mais d'hommes, debout, barbus, taillés dans des bâtonnets d'ivoire, avec parfois un sexe démesuré. On a généralement rapproché ces figurations de chefs de classes ou de groupes sociaux. Le fait qu'ils portent la barbe est des plus intéressants, puisqu'on retrouvera cet attribut du pouvoir dans tout l'art égyptien.

## NagadaIII

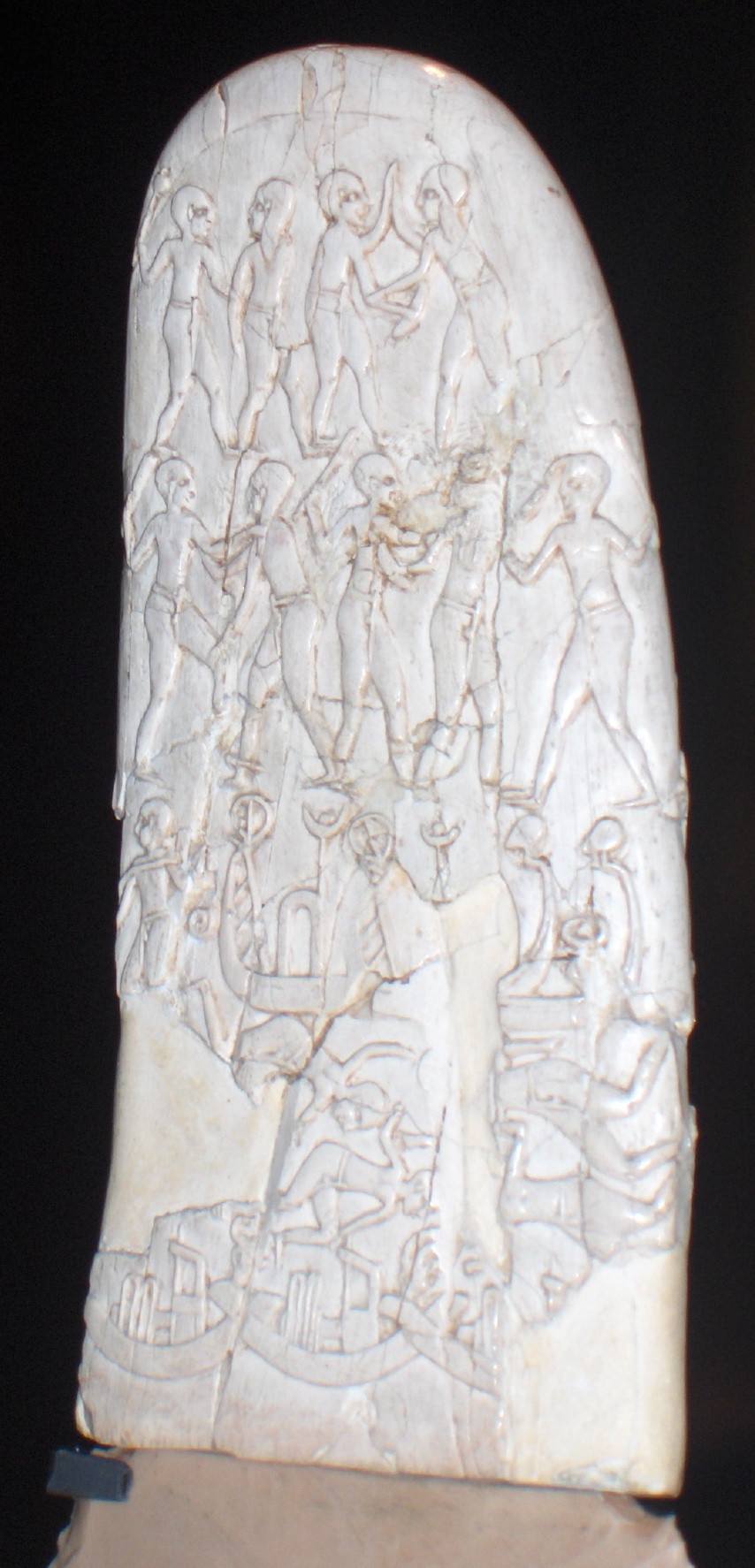
Manche du couteau du Gebel el-Arak, Louvre

Cette dernière phase correspond à un État de plus en plus centralisé, et visiblement à l'émergence d'une élite sociale (tombes plus luxueuses que d'autres).

### Site de Hiérakonpolis
À Hiérakonpolis se trouvait un important regroupement de villages dans une enceinte, une nécropole de plusieurs dizaines de tombes et peut-être un temple archaïque en matériaux périssables (bois notamment). La tombe n°100, en briques crues contenait des peintures reprenant le thème du bateau des poteries de Nagada II, ainsi que des personnages flottant dans l'espace, un maître des animaux. Ces représentations sont d'une importance capitale pour le développement futur de l'art égyptien, puisqu'elles mettent en œuvre certaines caractéristiques essentielles qui se perpétueront dans les 3000 années à venir : aspectivité, c'est-à-dire représentation des hommes et des choses sans souci de réalisme, mais en montrant l'aspect le plus caractéristique ; les couleurs symboliques et la présentation plus ou moins en registres.

### Couteaux
Les couteaux à lame de silex et manche d'ivoire sculpté existaient déjà à l'époque précédente, mais ils connaissent un développement extraordinaire à Nagada III.
L'un des plus beaux est conservé au musée du Louvre : il s'agit du couteau de Gebel el-Arak, qui représente sur une face une chasse aux animaux sauvages inspirée sans doute de l'art sumérien et sur l'autre un combat entre deux groupes ethniques différents.
Ces scènes sont gravées en très bas relief sur un ivoire d'hippopotame, et restent assez difficiles à interpréter : combat contre des Asiatiques ? Réunion de la Haute et de la Basse Égypte ? Combat contre des Libyens ? Des Nubiens ? Maîtrise divine sur le chaos ? Les hypothèses se bousculent.
Cet objet, comme la dizaine d'autres conservés de par le monde, n'était pas utilitaire.

### Palettes

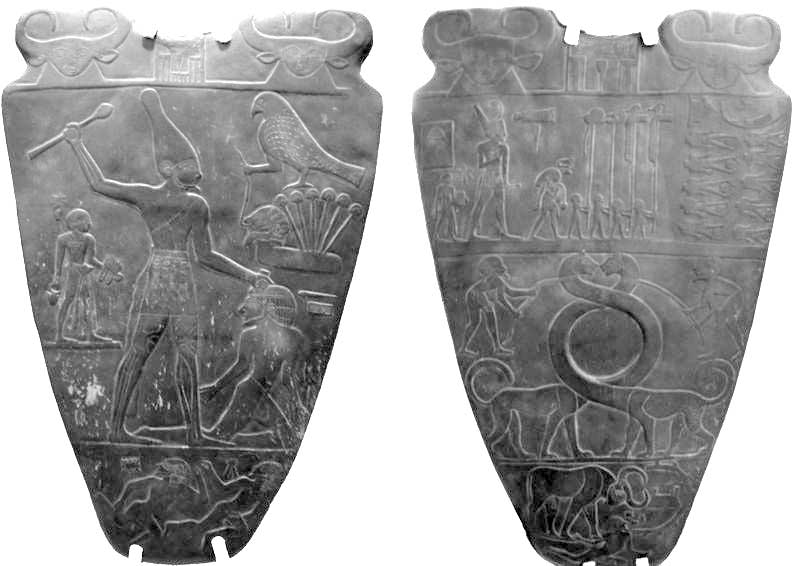
Palette de Narmer recto-verso, Nagada III ou dynastie 0, musée égyptien du Caire

Les palettes changent beaucoup entre Nagada II et III. Il ne s'agit plus désormais d'objets utilitaires, mais d'objets historiés c’est-à-dire couvert de bas-reliefs. Cependant, souvent, une cupule centrale est conservée pour rappeler l'origine de la forme, comme on le voit sur la palette aux quadrupèdes du musée du Louvre.
La plus connue est sans doute la palette de Narmer, qui provient de Hiérakonpolis, et date de la toute fin de Nagada III, voire de la fameuse "dynastie 0". En effet, on aperçoit sur un côté le roi Narmer portant la couronne blanche de Haute-Égypte et sur l'autre le même pharaon portant la couronne rouge de la Basse-Égypte. Il s'agirait donc d'un objet symbolisant la réunion des Deux Terres, et donc la création du royaume égyptien. Narmer a été identifié à Ménès, le premier pharaon légendaire indiqué sur les listes connues.

## Galerie

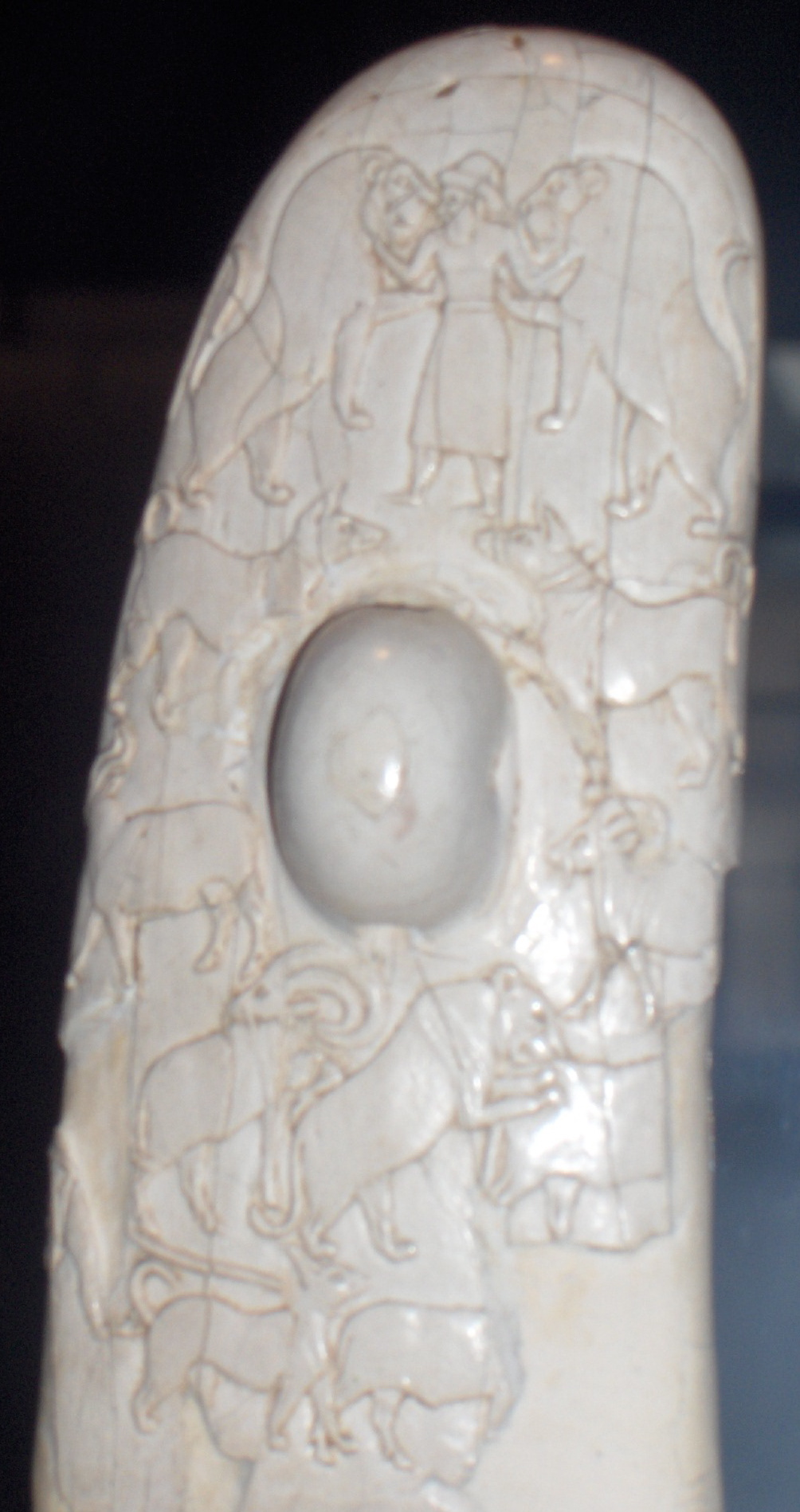
Revers du manche du couteau du Gebel el-Arak, Louvre
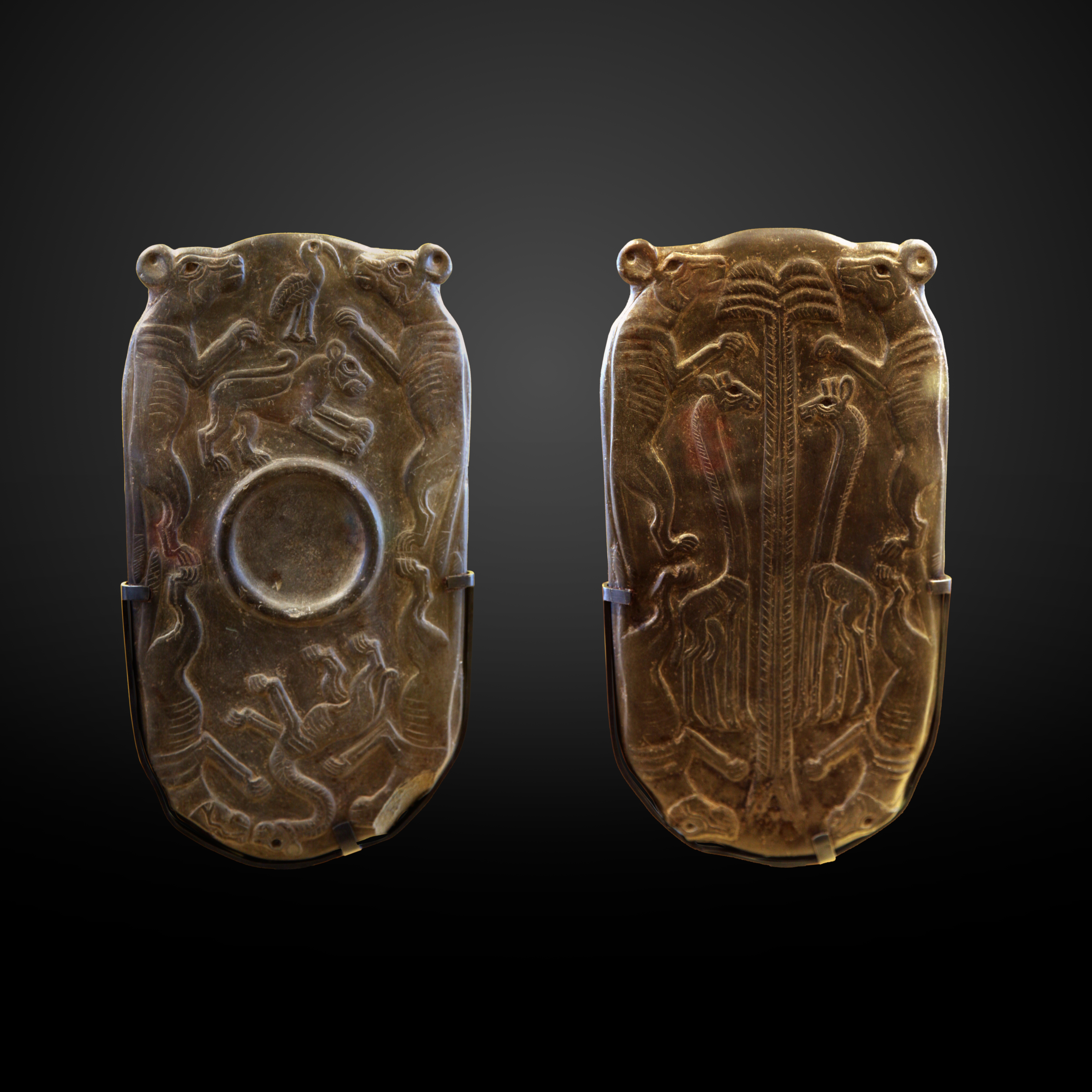
Palette aux quadrupèdes, Nagada III, Louvre
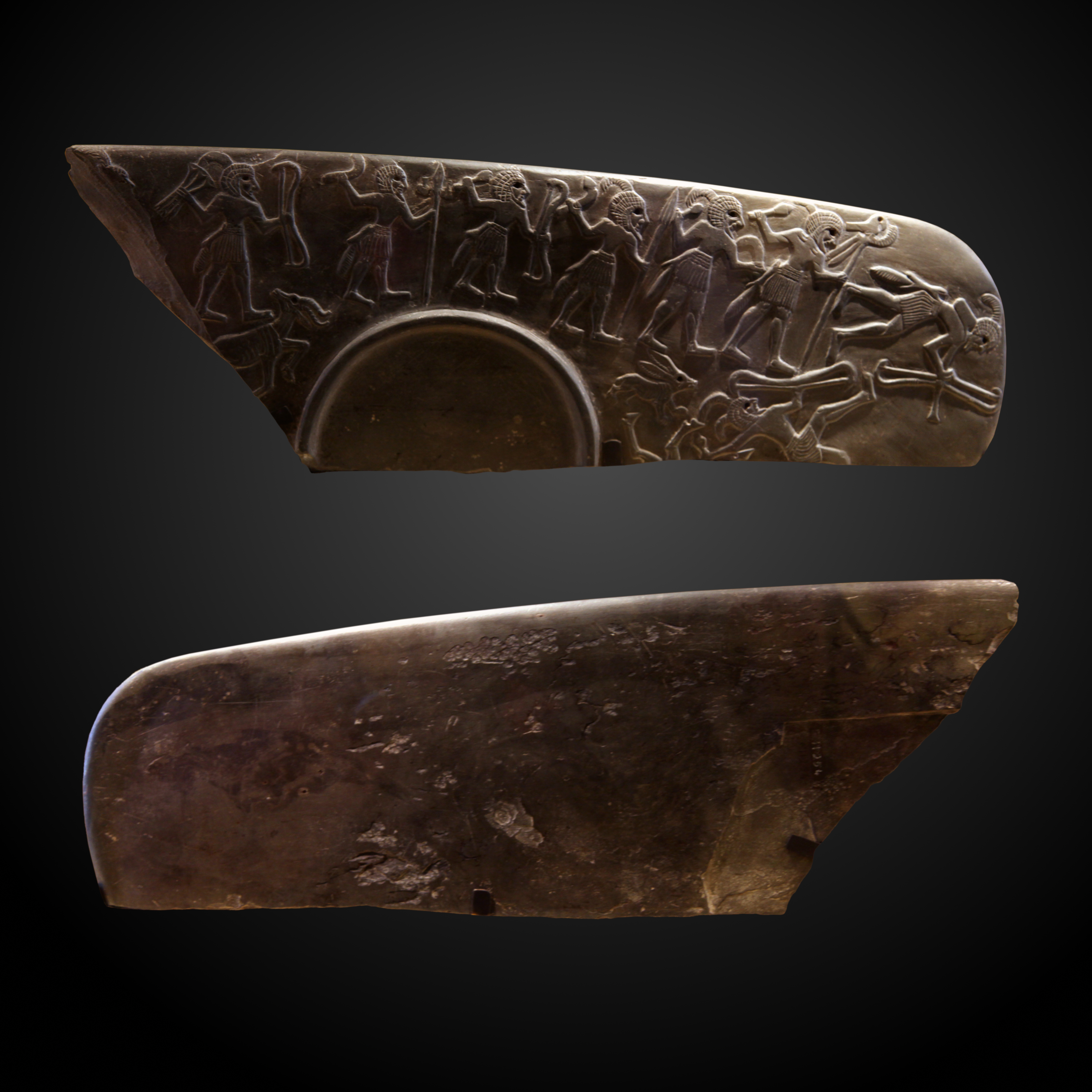
Palette de la Chasse, Nagada III ou dynastie 0, Louvre
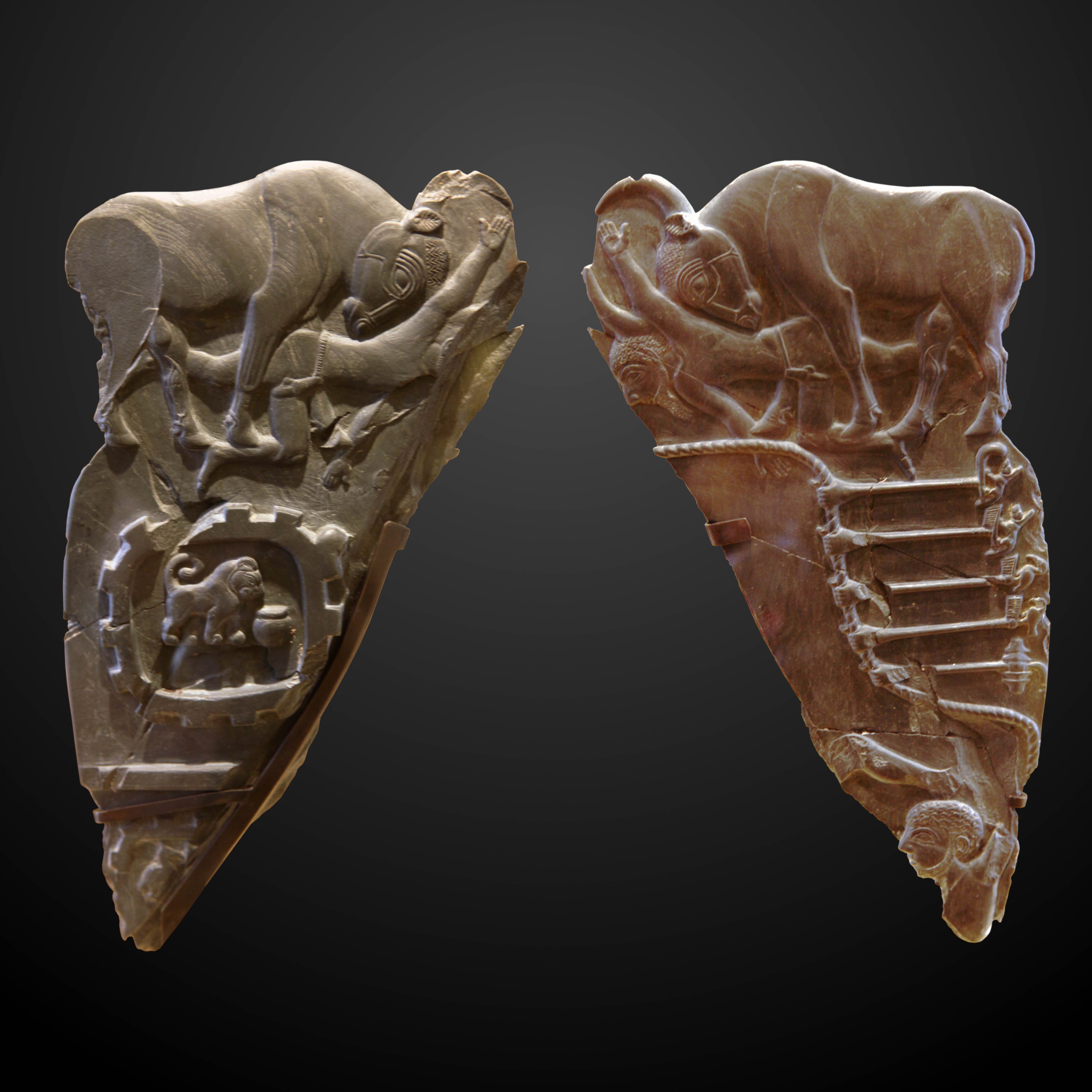
Palette au taureau, Nagada III ou époque archaïque, Louvre